# Conophytum vanheerdii
Conophytum vanheerdii är en isörtsväxtart som beskrevs av Tisch.. Conophytum vanheerdii ingår i släktet Conophytum, och familjen isörtsväxter. Inga underarter finns listade i Catalogue of Life.